# David Whitney
David Whitney (Worcester, 28 marzo 1939 – New York, 12 giugno 2005) è stato un gallerista, collezionista d'arte e critico d'arte statunitense.
È stato per oltre 45 anni compagno del celebre architetto Philip Johnson, morto solo sei mesi prima di lui. Fu amico di Andy Warhol, e fra gli anni sessanta e settanta, frequentò l'ambiente della Factory.

## Biografia
Figlio di un'agiata famiglia della borghesia americana, David Whitney cresce a Worcester e nel 1960 si iscrive al corso di Architettura della Rhode Island School of Design. Fu qui che nel conobbe Philip Johnson, all'epoca già affermato architetto.
Dopo aver lavorato al MoMa di New York, alla Green Gallery e alla Leo Castelli Gallery, aprì una sua galleria nel 1969. Tra il 1969 e il 1972 (anno di chiusura della galleria) esposero presso la sua galleria Neil Jenney, Jasper Johns, Ronnie Landfield, William Pettet, Ken Price, Kenneth Showell, Lawrence Stafford, Lewis Stein, Gary Stephan, Phillip Wofford.
Vicino al movimento Post-minimalista, all'arte informale e alle altre correnti americane degli anni sessanta e settanta, organizzò esposizioni di Cy Twombly, Jasper Johns, Franz Kline, Willem de Kooning, Andy Warhol.
Negli ultimi anni della sua vita si concentrò su giovani artisti come Michael Heizer, Julian Schnabel, Eric Fischl, Andrew Lord e David Salle.
Visse per 45 anni insieme al compagno Philip Johnson nella villa di New Canaan, trasformata dalla coppia in una galleria d'arte a cielo aperto. Nella tenuta si trova anche la celebre Glass House progettata da Johnson nel 1949.
Morì di cancro il 12 giugno del 2005 all'ospedale New York-Presbyterian/Weill Cornell.